# Mayis Aghabeyov
 (janvier 2023).
Mayis Aghabeyov (en azéri : Mayis Əlişir oğlu Ağabəyov; né le 1er mai 1941 à Bakou et mort le 17 juin 2020 à Bakou) est un peintre décorateur, peintre du peuple de la République d'Azerbaïdjan (2000).

## Parcours professionnel
En 1961, Mayis Alishir oglu Aghabeyov obtient le diplôme du collège d'art d'État d'Azerbaïdjan Azim Azimzade. En 1969, après avoir obtenu son diplôme de l'Institut national de cinématographie à Moscou, il travaille comme concepteur de production au studio de cinéma Azerbaijanfilm. Depuis 1965, il participe aux expositions internationales et républicaines. Depuis 1996, il enseigne à l'université d'État de la Culture et des Arts d'Azerbaïdjan et à l'Académie d'art d'État d'Azerbaïdjan comme professeur du département Peinture académique. Il est l'auteur du livre Le Rôle du peintre dans un film (2008).

## Récompenses
- Titre honorifique d'Artiste émérite de la République d'Azerbaïdjan (4 mars 1992  et 3 février 1993)[3].
- Titre honorifique d'Artiste du peuple de la République d'Azerbaïdjan (18 décembre 2000).
- Prix national Humay dans la catégorie des beaux-arts (26 avril 2012).